# Athlon 64
Athlon 64 — перший 64-бітний процесор для домашніх користувачів та мобільного застосування компанії AMD, який був представлений 23 вересня 2003 року.  Процесор побудований на архітектурі AMD64 і належить до восьмого покоління (K8).
Про початок розробки архітектури K8 вперше було заявлено в 1999 році. Процесори, засновані на цьому ядрі, повинні були стати першими 64-бітними процесорами AMD, повністю сумісними зі стандартом x86.
Процесор існує в 3 варіантах: Athlon 64, Athlon 64 FX і двоядерний Athlon 64 X2. Athlon 64 FX позиціонується як продукт для комп'ютерних ентузіастів, завжди залишаючись на один крок швидше Athlon 64. Попри те, що їх частоти зазвичай вище, всі процесори Athlon 64 FX мають одноядерний дизайн, за винятком моделей Athlon 64 FX-60 і Athlon FX-62. Вони були доступні для Socket 939 і Socket AM2. Цей реліз аналогічний релізу Athlon 64 FX-53, який на початку був доступний тільки для високопродуктивної платформи Socket 940, а версія для Socket 939 була представлена пізніше. Всі процесори Athlon 64 FX мають розблокований множник для полегшення розгону процесора, на відміну від Athlon 64, у яких може бути встановлений тільки множник менший або рівний заданому на заводі. Позаяк всі дані процесори побудовані на архітектурі AMD64, вони здатні працювати з 32-бітним x86, 16-бітним і AMD64 кодом.
Ядро Athlon 64 мало кодове ім'я «Clawhammer», попри те що перший Athlon 64 FX базувався на ядрі першого Opteron під кодовим ім'ям «Sledgehammer». Athlon 64 мав кілька ревізій ядра.
Athlon 64 має вбудовану мідну пластину — Integrated Heat Spreader (IHS) яка запобігає пошкодженню ядра при монтажі і демонтажі системи охолодження (поширена проблема процесорів з відкритим ядром, таких як Athlon XP).
У 2006 році AMD оголосила про припинення випуску всіх процесорів на Socket 939, всіх одноядерних Socket AM2 процесорів і всіх 2×1 MB X2-процесорів (за винятком FX-62). 

## Передумова

The K8 architecture

Athlon 64 спочатку отримав кодову назву ClawHammer компанією AMD  і згадувався як такий всередині та в прес-релізах. Перший Athlon 64 FX був оснований на першому ядрі Opteron, SledgeHammer. Обидва ядра, виготовлені за технологією 130 нанометрів, були вперше представлені 23 вересня 2003 року. Першими доступними були моделі FX-51, що підходять для Socket 940, і 3200+, для Socket 754. Як і Opteron, на якому він був заснований, Athlon FX-51 вимагала буферизованої пам’яті з довільним доступом (RAM), що збільшує кінцеву вартість оновлення. На тиждень після запуску Athlon 64, компанія Intel випустила Pentium 4 Extreme Edition, процесор, розроблений для конкуренції з Athlon 64 FX. Extreme Edition вважався маркетинговим ходом, щоб відвернути рекламу AMD, і в деяких колах його швидко прозвали «Екстренним виданням». Попри дуже високий попит на чіп, AMD на початку постала перед виробничими труднощами, які ускладнили поставку Athlon 64 у великій кількості. У перші місяці існування Athlon 64, AMD могла виробляти лише 100 000 мікросхем на місяць. Проте він був дуже конкурентним з точки зору продуктивності Pentium 4 і журнал PC World назвав його «найшвидшим з усіх». «Newcastle» був випущений незабаром після ClawHammer, з половиною кеша 2 рівня.

### Одноядерний Athlon 64

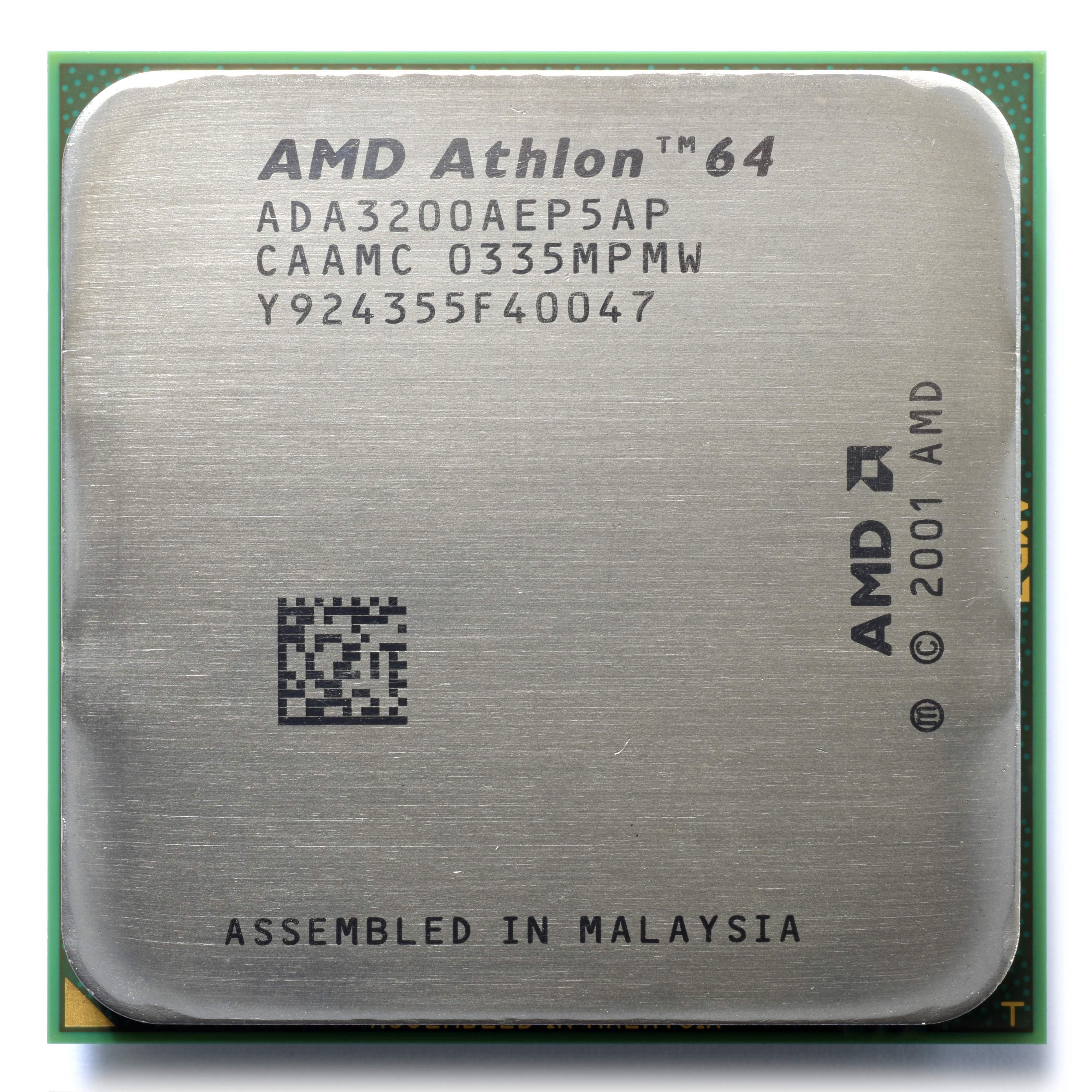
AMD Athlon 64 3200+ (2.0 GHz) Clawhammer, Socket 754. It is one of the first x86-64 processors available to the general consumer market.

Усі 64-розрядні процесори, продані AMD, беруть початок у проєкті K8 або Hammer. 1 червня 2004 року AMD випустила нові ревізії як ClawHammer, так і Newcastle для нещодавно представленого Socket 939, зміненого Socket 940 без потреби в буферизованій пам'яті. Socket 939 запропонував два основних покращення порівняно з Socket 754: контролер пам'яті був змінений на двоканальну архітектуру,  подвоївши пікову пропускну здатність пам'яті, і швидкість шини HyperTransport була збільшена з 800 МГц до 1000 МГц. Socket 939 також мав представника в серії FX у вигляді FX-55. У той же час AMD також почала поставляти ядро «Winchester», засноване на 90-нанометровому процесі.
Ревізії ядра «Venice» та «San Diego» замінили всі попередні ревізії 15 квітня 2005 року. Venice, нижчий клас, була виготовлена для обох роз'ємів 754 і 939 і включала 512 КБ кешу L2. San Diego, чіп вищого класу, був виготовлений тільки для Socket 939 і має подвоєну в порівнянні з Venice кеш-пам'ять L2 до 1 МБ. Обидва були виготовлені за технологією 90 нм. Обидва також включали підтримку набору інструкцій SSE3, нової функції, яка була включена в конкурентній Pentium 4 після випуску ядра Prescott у лютому 2004 року. Крім того, AMD капітально переробила контролер пам’яті для цієї версії, що призвело до покращення продуктивності, а також підтримки нової оперативної пам’яті DDR.

### Двоядерний Athlon 64
21 квітня 2005 року, менше ніж через тиждень після випуску Venice та San Diego, AMD оголосила про наступне доповнення до лінійки Athlon 64, Athlon 64 X2. Випущений 31 травня 2005 р, він також спочатку мав дві різні ревізії ядер, доступні для громадськості, Manchester і Toledo, єдиною помітною відмінністю між ними був обсяг кешу другого рівня. Обидва були випущені лише для Socket 939. Athlon 64 X2 був дуже добре прийнятий рецензентами та широкою публікою, і з’явився загальний консенсус про те, що багатоядерні процесори AMD перевершують конкурентну Pentium D. Спочатку дехто вважав, що X2 викличе плутанину на ринку щодо цінових позицій, оскільки новий процесор був орієнтований на того самого «ентузіаста» з 350 доларів США, і вище ринок, вже зайнятий наявним для Socket 939 Athlon 64. Офіційна розбивка чіпів від AMD націлила Athlon X2 на сегмент, який вони назвали «просумером», а також шанувальників цифрових медіа. Athlon 64 був орієнтований на масового споживача, а Athlon FX — на геймерів. Бюджетний процесор Sempron був орієнтований на споживачів, які економлять. Після випуску Athlon 64 X2, AMD на деякий час обігнала Intel за роздрібними продажами в США, хоча Intel зберегла загальне лідерство на ринку завдяки своїм ексклюзивним відносинам з прямими продавцями, такими як Dell.

### DDR2
Чимало критиків, деякий час критикували Athlon 64 через відсутність підтримки DDR2 SDRAM, нової технології, яка була використана Intel набагато раніше. Офіційна позиція AMD полягала в тому, що затримка CAS на DDR2 не досягла такого рівня, коли споживачеві було б вигідно його використовувати. AMD нарешті виправила цю прогалину за допомогою версії ядра «Orleans», першого Athlon 64, який пристосували до Socket AM2, випущеного 23 травня 2006 року. Одночасно було випущено «Windsor», ревізію Athlon 64 X2 для Socket AM2. І Orleans, і Windsor мають 512 КБ або 1 МБ кеш-пам'яті другого рівня на ядро. Athlon 64 FX-62 також був випущений одночасно на платформу Socket AM2. Socket AM2 також використовує менше енергії, ніж попередні платформи, і підтримує AMD-V.
Контролер пам’яті, який використовується у всіх процесорах із підтримкою DDR2 SDRAM (Socket AM2), має розширений діапазон адрес стовпців із 11 стовпців замість звичайних 10 стовпців, а також підтримує розмір сторінки 16 КБ з підтримкою не більше 2048 окремих записів. Набір DDR2 без буферизації OCZ, оптимізований для 64-розрядних операційних систем, був випущений для використання функцій, що надаються контролером пам’яті в процесорах AM2, дозволяючи контролеру пам’яті залишатися довше на одній сторінці, що приносить користь додаткам із інтенсивною графікою.

### Займання ніші субноутбука
Архітектура Athlon була додатково розширена з випуском процесорів Athlon Neo, 9 січня 2009 року. Заснований на тій же архітектурі, що й інші варіанти Athlon 64, новий процесор має невелику площу корпусу, орієнтований на ринок ультрапортативних ноутбуків.
| Сімейство процесорів AMD Athlon 64                                         | Сімейство процесорів AMD Athlon 64                                   | Сімейство процесорів AMD Athlon 64 | Сімейство процесорів AMD Athlon 64                  | Сімейство процесорів AMD Athlon 64 | Сімейство процесорів AMD Athlon 64 | Сімейство процесорів AMD Athlon 64 | Сімейство процесорів AMD Athlon 64                |
| Логотип                                                                    | Настільний                                                           | Настільний                         | Настільний                                          | Логотип                            | Настільний                         | Настільний                         | Настільний                                        |
| Логотип                                                                    | Кодове і'мя                                                          | Ядро                               | Дата виходу                                         | Логотип                            | Кодове і'мя                        | Ядро                               | Дата виходу                                       |
| -------------------------------------------------------------------------- | -------------------------------------------------------------------- | ---------------------------------- | --------------------------------------------------- | ---------------------------------- | ---------------------------------- | ---------------------------------- | ------------------------------------------------- |
| Логотип Athlon 64 від 2003                                                 | ClawHammer Newcastle Winchester Venice Manchester* San Diego Toledo* | 130 нм 90 нм                       | Грудень 2003 Жовтень 2004 Квітень 2005 Травень 2005 | Логотип Athlon 64 Mobile від 2003  | ClawHammer Odessa Oakville Newark  | 130 нм 90 нм                       | Грудень 2003 Лютий 2004 Серпень 2004 Квітень 2005 |
| Логотип Athlon 64 FX від 2003                                              | SledgeHammer ClawHammer San Diego                                    | 130 нм 90 нм                       | Вересень 2003 Червень 2004 Червень 2005             |                                    |                                    |                                    |                                                   |
| Логотип Athlon 64 logo від 2008                                            | Orleans Lima                                                         | 65 нм                              | Лютий 2007 Травень 2007                             | Логотип Athlon Neo logo від 2008   | Huron                              | 65 нм                              | Січень 2009                                       |
| * Athlon X2 з відключеним одним ядром Список мікропроцесорів AMD Athlon 64 |                                                                      |                                    |                                                     |                                    |                                    |                                    |                                                   |

## Особливості
Існують чотири підсерії: Athlon 64, Athlon 64 FX, Mobile Athlon 64 (пізніше перейменований у "Turion 64") і двоядерний Athlon 64 X2. Серед лінійки Athlon 64 є різноманітні набори інструкцій, включаючи MMX, 3DNow!, SSE, SSE2 та SSE3. Усі Athlon 64 також підтримують NX bit, функцію безпеки під назвою «No execute bit» від AMD. І як реалізація архітектури AMD64, усі варіанти Athlon 64 можуть запускати 16-розрядний, 32-розрядний x86 і код AMD64 у двох різних режимах, у яких процесор може працювати: «Застарілий режим» і «тривалий режим». Застарілий режим запускає 16-розрядні та 32-розрядні програми, а тривалий — 64-розрядні програми, але також дозволяється 32-розрядні програми, що запускаються всередині 64-розрядної операційної системи. Усі процесори Athlon 64 мають 128 кілобайт кеш-пам'яті 1 рівня і щонайменше 512 КБ кешу 2 рівня.

### Вбудований контролер пам'яті
Athlon 64 має вбудований контролер пам'яті , який раніше був присутній лише на Transmeta Crusoe. Це означає, що контролер працює з такою ж тактовою частотою, що й центральний процесор, і що електричні сигнали мають меншу фізичну відстань, ніж у старих інтерфейсах північного мосту. Результатом є значне скорочення затримки (часу відповіді) для запитів на доступ до основної пам'яті. Нижчу затримку часто називали однією з переваг архітектури Athlon 64 над архітектурою його конкурентів того часу.

### Контролер пам'яті і шина HyperTransport
Оскільки контролер пам'яті вбудований у кристал ЦП, не існує FSB, на якому системна пам'ять може базувати свою швидкість. Замість цього швидкість системної пам'яті визначається за допомогою такої формули (з використанням функції стелі):
{\displaystyle {\frac {\mathrm {CPU~speed} }{\left\lceil {\frac {\mathrm {CPU~multiplier} }{\mathrm {DRAM~divider} }}\right\rceil }}=\mathrm {DRAM~speed} }
Простіше кажучи, пам’ять завжди працює на заданій частці швидкості ЦП, при цьому дільник є цілим числом. Показник «FSB» все ще використовується для визначення швидкості процесора, але швидкість оперативної пам’яті більше не пов’язана безпосередньо з цим показником «FSB» (відомим інакше як LDT).
Друга шина, північний міст, з'єднувала центральний процесор з чипсетом і шиною підключення пристроїв (PCIe, AGP, PCI). Це було реалізовано за допомогою нового високопродуктивного стандарту HyperTransport. AMD з певним успіхом намагалася зробити це стандартом галузі. Це також було корисно для створення багатопроцесорних систем без додаткових чіпів.

### Буфер асоціативної трансляції
Буфер асоціативної трансляції (TLB) був також збільшений, одночасно були зменшені затримки та покращено модуль передбачення переходів. Ці та інші архітектурні розширення, особливо підтримка розширень SSE2, збільшення кількості інструкцій, виконуваних за один такт (IPC), збільшили продуктивність проти попереднім поколінням — Athlon XP. Для полегшення вибору та розуміння продуктивності AMD розробила для маркування процесора Athlon 64 так звану систему індексів продуктивності (PR rating (Performance Rating)), яка нумерує процесори залежно від їхньої продуктивності порівняно з процесорами Pentium 4. Тобто якщо ставиться маркування Athlon 64 3200+, це означає, що цей процесор має продуктивність, схожу з продуктивністю процесора Pentium 4 на частоті 3,2 ГГц.

### Cool'n'Quiet
Athlon 64 також має технологію, подібна до Intel SpeedStep, яка може зменшити тактову частоту процесора, щоб зменшити споживання енергії та тепловіддачі, названа Cool'n'Quiet. Якщо користувач запускає програми, що не вимагають від процесора великої обчислювальної потужності, процесор самостійно знижує свою тактову частоту, а також напругу живлення ядра. Застосування даної технології дозволяє знизити тепловиділення при максимальному навантаженні з 89 Вт до 32 Вт (степінг C0, частота ядра знижена до 800 МГц) і навіть до 22 Вт (степінг CG, частота ядра знижена до 1 ГГц). Athlon 64 також має вбудовану мідну пластину (IHS), який запобігає випадковому пошкодженню кристала ЦП під час монтажу та демонтажу радіаторів.

### NX bit
Технологія No Execute bit (NX bit), підтримувана операційними системами Windows XP Service Pack 2, Windows XP Professional x64 Edition, Windows Server 2003 x64 Edition та ядром Linux 2.6.8 і старше, призначена для захисту від поширеної атаки - помилки переповнення буфера. Апаратно встановлені рівні доступу є більш надійним засобом захисту від проникнення з метою захоплення контролю над системою. Це робить 64-бітові обчислення більш захищеними.

### Технологія напівпровідників
Процесор Athlon 64 виробляється за тех процесом 130 нм та 90 нм КНІ. Всі останні ядра (Winchester, Venice та San Diego) виробляються по 90 нм техпроцесу. Ядро Venice та San Diego також виробляються з використанням технології Dual Stress Liner, розробленої спільно з IBM.

## Роз'єми (сокети)
- Socket 754 - Бюджетна лінійка Athlon 64, 64-бітний інтерфейс пам'яті (одноканальний режим);
- Socket 939 - продуктивна лінійка Athlon 64, Athlon 64 X2, деякі моделі Opteron та нові Athlon 64 FX, 128-бітний інтерфейс пам'яті ([[Багатоканальна архітектура пам'яті#Двоканальна архітектура|двоканальний режим);
- Socket 940 - Opteron та старі Athlon 64 FX, 128-бітний інтерфейс пам'яті, вимагають регістрової пам'яті DDR;
- Socket AM2 940 контактів (але не сумісний із Socket 940) - двоядерні Athlon 64 X2/Sempron, потребує використання DDR2 SDRAM.
- Socket F 1207 контактів - високопродуктивні Opteron;

На момент презентації Athlon 64, у вересні 2003 року, були доступні лише Socket 754 та Socket 940 (для Opteron). Інтегрований контролер пам'яті не був готовий до роботи з небуферною (нерегістровою) пам'ятю у двоканальному режимі на момент виходу; тимчасовими заходами були використання Athlon 64 на Socket 754 і пропозиція ентузіастам покупка товарів для Socket 940, подібних до Intel Pentium 4 Extreme Edition, з погляду позиціонування на ринку як рішення вищої продуктивності.
У червні 2004 року AMD представила Socket 939, Athlon 64 для масового ринку з двоканальним інтерфейсом пам'яті, залишивши Socket 940 для серверних рішень (Opteron), і перевела Socket 754 в сегмент бюджетних рішень, для Sempron і не дуже продуктивних версій Athlon 64. В кінцевому рахунку Socket 754 замінив Socket A для Sempron.
У травні 2006 року AMD випустила Socket AM2, який забезпечував підтримку інтерфейсу пам'яті DDR2. Також це ознаменувало вихід AMD-V.
У серпні 2006 року AMD випустила Socket F для серверного процесора Opteron, який використовує форм-фактор чіпа LGA.
У листопаді 2006 року AMD випустила спеціалізовану версію Socket F під назвою 1207 FX для двоядерних процесорів Athlon FX з двома сокетами на платформі Quad FX. У той час як Opteron на Socket F вже дозволяв чотири ядра процесора, Quad FX дозволяв небуферизовану оперативну пам’ять і розширення конфігурації процесора/чипсета в BIOS. Отже, Socket F і F 1207 FX несумісні і вимагають різних процесорів, чипсетів і материнських плат.

## Моделі

### Athlon 64

#### «Clawhammer» (K8)
Процесори Clawhammer засновані на новій архітектурі AMD K8, яка є суттєвим покращенням та розширенням архітектури AMD K7. Доданий новий режим 64-бітної цілої та адресної арифметики x86-64, додані нові режими адресації оперативної пам'яті, додана підтримка інструкції Intel SSE2. Значно покращено механізм передбачення розгалужень. Кеш другого рівня більшої ємності. Значно перероблені декодери, що дозволило усунути ряд неприємних затримок при виконанні, властивих K7. Число стадій конвеєра збільшилося до 12, проти 10 у K7. Кеш L2 став двопортовим: його з'єднує з ядром 64 біт шина запису + 64 біт шина читання. Також процесори K8 відмовилися від використання FSB (Front Side Bus). Натомість контролер пам'яті інтегрований на ядро процесора, що суттєво знижує затримки при зверненні до ОЗП.
Фактично Clawhammer складається з трьох частково асинхронних блоків, з'єднаних в єдине ціле спеціальним комутатором (X-bar): власне ядро архітектури K8 з 1 Мб кеша L2; контролер пам'яті, який забезпечує використання одноканальної або двоканальної пам'яті DDR; контролер вводу-виводу, що забезпечує роботу високошвидкісних послідовних шин HyperTransport, що служать для зв'язку з іншими процесорами та чипсетом. Ядро Clawhammer має три 16 біт когерентні шини HyperTransport, що працюють на частоті 800 МГц (1600 мегатрансферів у с), що забезпечує ПСП в 3,2 ГБ/с на передачу + 3,2 ГБ/с на прийом одночасно по кожній з шин. Фактично підтримується об'єднання до 8 процесорів по архітектурі NUMA (Non-Uniform Memory Access) з безпосередніми зв'язками між процесорами. Процесор Athlon 64 також має теплорозподільну кришку, подібну до тієї, що використовує Pentium 4. У процесорах на ядрі K8 використовується нова технологія Cool'n'Quiet, покликана зменшити енергоспоживання процесора в моменти простою. 
Перші моделі Athlon 64 на ядрі Clawhammer вийшли у вересні 2003 року. Усі вони виготовлялися за 130 нм техпроцесу. Кеш L1 залишився таким самим, як і був у Athlon на ядрі K7. Напруга живлення ядра становить 1,5 В, число транзисторів становить 105,9 млн, площа кристала дорівнює 193 мм². Розмір кешу L2 у процесорів Clawhammer дорівнював 256 Кб (Athlon 64 3300+, який випускався спеціально для HP), 512 Кб (Athlon 64 2800+, 3000+, 3500+, 3400+, останній випускався спеціально для HP) або 1024 КБ Athlon 64 (3200+, 3400+, 3700+, 4000+). Процесори випускалися в корпусах OmPGA як для Socket 754 (Athlon 64 2800+, 3000+, 3200+, 3300+, 3400+, 3700+), так і для Socket 939 (Athlon 64 3400+, 3500+, 4000+), перші оснащувалися одноканальним, а другі двоканальним контролером пам'яті DDR400. При роботі на максимальній частоті споживає 57,4 А та розсіює 89,0 Вт тепла. Були випущені процесори Athlon 64 з наступними рейтингами (у дужках вказана робоча частота в МГц): 2800+ (1800), 3000+ (2000), 3200+ (2000), 3300+ (2400), 3500+ (2200), 3700+ (2400), 4000+ (2400).

#### «Newcastle» (K8)
Перші моделі на основі цього ядра вийшли у квітні 2004 року. По суті, Newcastle є все той же Clawhammer, який зазнав невеликої модернізації. В цьому ядрі з'явилася функція NX bit, яка служить для запобігання виконання довільного коду при виникненні помилок, пов'язаних з переповненням буфера (переповнення буфера часто використовується вірусами, щоб проникнути на комп'ютер жертви). Кеш пам'ять у всіх процесорів, що базуються на цьому ядрі, становить 512 Кб. Напруга живлення ядра дорівнює 1,5 В, число транзисторів, що входять в ядро, дорівнює 68,5 млн, площа кристала ядра дорівнює 144 мм². Процесори на цьому ядрі випускалися як для Socket 754 (Athlon 64 2600+, 2800+, 3000+, 3200+, 3400+) і мали одноканальний контролер пам'яті DDR400, всі інші процесори випускалися для Socket 939, мали двоканальний контролер пам'яті DDR400 та відрізнялися від аналогічних процесорів для Socket 754 заниженою на 200 МГц тактовою частотою. При роботі на максимальній частоті споживає 57,4 А та розсіює 89,0 Вт тепла. Були випущені процесори Athlon 64 з наступними рейтингами (у дужках вказана робоча частота в МГц): 2600+ (1600), 2800+ (1800), 3000+ (2000), 3000 (1800), 3200+, (2200) 3200+ (2000), 3400+ (2400), 3400+ (2200), 3500+ (2200), 3800+ (2400).

#### «Winchester» (K8)
Перші моделі процесорів, що базуються на цьому ядрі, вийшли у вересні 2004 року. Ядро є Newcastle, що виготовляється по 90 нм техпроцесу. Характеризується тим же числом транзисторів, таким самим обсягом кеш-пам'яті (за винятком моделі Athlon 64 3700+, оснащеної 1024 Кб L2). Всі моделі процесорів, випущених на цьому ядрі, призначені для Socket 939 та оснащені 2-канальним контролером пам'яті DDR400. Напруга живлення цього ядра 1,4 В, площа кристала, за рахунок використання нового техпроцесу, зменшилася до 84 мм². При роботі на максимальній частоті споживає 54,8 А та розсіює 67,0 Вт тепла. Були випущені процесори Athlon 64 з наступними рейтингами (у дужках зазначена робоча частота МГц): 3000+ (1800), 3200+ (2000), 3500+ (2200), 3700+ (2200).

#### «San Diego» (K8)
Перші моделі вийшли у квітні 2005 року. Дане ядро є перероблене ядро Winchester-Newcastle. Додано нові інструкції, які забезпечують сумісність із інструкціями Intel SSE3. Було оновлено контролер пам'яті: за офіційною інформацією він тепер здатний працювати у двоканальному режимі з пам'яттю типу DDR433, DDR466 та DDR500. Процесор випускається тільки для Socket 939 (принаймні поки не було помічено Athlon'ів, заснованих на цьому ядрі, для Socket 754). Кеш L2 має об'єм 1024 Кб, крім Athlon 64 3500+, у якому кеш L2 дорівнює 512 Кб. Напруга ядра становить 1,35-1,4 В (змінна напруга ядра процесора). Ядро включає 114 млн транзисторів і має площу 115 мм². При роботі на максимальній частоті споживає 57,4 А та розсіює 89,0 Вт тепла. Були випущені процесори Athlon 64 з наступними рейтингами (у дужках вказана робоча частота МГц): 3500+ (2200), 3700+ (2200), 4000+ (2400).

#### «Venice» (K8)
Перші моделі вийшли у квітні 2005 року. По суті, ядро Venice (Венеція) є San Diego з 512 Кб кеш-пам'яті L2. Число транзисторів, що входять в ядра, становить 76 млн, площа кристала ядра дорівнює 84 мм². При роботі на максимальній частоті споживає 57,4 А та розсіює 89,0 Вт тепла. Тепловий пакет складає 65 ° C, макс. 70 °C. Були випущені процесори Athlon 64 з наступними рейтингами (у дужках зазначена робоча частота в МГц): 3000+ (1800) 512 Кбайт L2, 3200+ (2000) 1024 Кбайт L2 overclockers, 3400+ (2200), 3500+ (2200), 3800+ (2400). Також був випущений: 3000+ (2000) на Socket 754.

#### «Orleans» (K8)
Процесори, засновані на цьому ядрі, компанія AMD випустила у другому кварталі 2006 року. Процесори, випущені на цьому ядрі, призначені для Socket AM2 і мають тип корпусу OmPGA. Оснащені двоканальним контролером пам'яті типу DDR2. Частота шини HyperTransport збільшилася до 1000 МГц. Розмір кешу L2 складає 512 Кб. Були випущені процесори Athlon 64 з наступними рейтингами (у дужках зазначена робоча частота МГц): 3000+ (1800), 3200+ (2000), 3500+ (2200), 3800+ (2400), 4000+ (2600).

### Athlon 64 FX
Athlon 64 FX позиціонується як продукт для ентузіастів, процесори, які AMD продає спеціально для геймерів. На відміну від стандартного Athlon 64, усі процесори Athlon 64 FX мають повністю розблоковані множники. На момент випуску FX завжди має найвищу тактову частоту серед усіх Athlon. 

#### «ClawHammer — SledgeHammer» (K8)
Перша модель вийшла у вересні 2003 року. Являє собою «екстремальну» версію Athlon 64. Ядро є певним гібридом між ядрами ClawHammer і SledgeHammer (використовувався в серверних процесорах AMD Opteron), хоча AMD запевняє, що це ядро є суто ClawHammer. Перші моделі були випущені в корпусі CmPGA і призначалися для Socket 940 (використовується процесорами Opteron), це були Athlon 64 FX-51 та FX-53. Потім були випущені процесори в корпусі OmPGA для Socket 939 (Athlon 64 FX-53 та FX-55.). Напруга живлення ядра дорівнює 1,5 В. Кількість транзисторів, що становлять у ядрі, дорівнює 105,9 млн, площа кристала дорівнює 193 мм². Процесор випускався за 130 нм техпроцесу. Об'єм кеша L2 дорівнює 1024 Кб. При роботі на максимальній частоті споживає 67,4 А та розсіює 104,0 Вт тепла. Були випущені процесори Athlon 64 з наступними індексами (у дужках вказана робоча частота МГц): FX-51 (2200), FX-53 (2400), FX-55 (2600).

#### «San Diego» (K8)
Перша модель вийшла у квітні 2005 року. Це «екстремальна» версія Athlon 64 на ядрі San Diego. При роботі на максимальній частоті споживає 80 А та розсіює 110,0 Вт тепла. Були випущені процесори Athlon 64 з наступними індексами (у дужках зазначена робоча частота у МГц): FX-55 (2600), FX-57 (2800). Трохи пізніше було випущено Athlon 64 на ядрі San Diego: 4000+(2400), 3700+(2200).

#### «Toledo»
Модель вийшла у січні 2006 року. Це перший двоядерний процесор серії FX. Об'єм кеш-пам'яті дорівнює 1024 Кб для кожного ядра. В цілому він ідентичний процесорам Athlon 64 X2, заснованим на ядрі Toledo. Тактова частота процесора – 2600 МГц.

### Athlon 64 X2
Athlon 64 X2 — це перший двоядерний настільний процесор виробництва AMD. 2007 року AMD випустила дві останні версії Athlon 64 X2: AMD Athlon 64 X2 6400+ і 5000+ Black Editions. Обидва процесори мають розблокований множник, що дозволяє налаштувати великий діапазон параметрів розгону. 6400+ базується на 90 нм ядрі Windsor (3,2 ГГц, 2x1 МБ L2, 125 Вт TDP), а 5000+ — на 65 нм ядрі Brisbane (2,6 ГГц, 2x512 КБ L2, 65 Вт TDP). Ці процесори Black Edition доступні в роздріб, але AMD не включає радіатори в роздрібну упаковку.

#### «Manchester/Toledo» (K8)
Кожне ядро має власну кеш-пам'ять L1 і L2, контролер пам'яті та контролер шини HyperTransport загальний на обидва ядра. Athlon 64 X2 має корпус типу OmPGA і призначений для Socket 939. Також є двоканальний контролер пам'яті з підтримкою DDR400. За своєю функціональністю ядра подібні до San Diego і Venice. Ядро Manchester характеризується наявністю на борту L2 512 Кб для кожного ядра. Процесори на ядрі Toledo спочатку комплектувалися 1024 Кб L2 для кожного ядра, проте потім випустили процесори на ядрі Toledo c 512 Кб L2 для кожного ядра (Toledo 1M, який замінив ядро Manchester).
Перші моделі було випущено у червні 2005 року. Напруга живлення ядра 1,35-1,4 В. У Manchester і Toledo1M міститься 154 млн транзисторів, площа кристала ядра становить 147 мм², у той час як у Toledo 233 млн транзисторів і площа кристала 205 мм². При роботі на максимальній частоті споживає 80 А та розсіює 110 Вт тепла. Були випущені процесори Athlon 64 X2 з наступними індексами (у дужках вказана робоча частота в МГц, через загальний об'єм L2 в Мб): 3800+ (2000/1), 4200+ (2200/1), 4400+ (2200/2) , 4600+ (2400/1), 4800+ (2400/2).

## Ядра

### Athlon 64

#### Clawhammer (130 нмКНІ)
- Степінги процесорів: C0, CG
- Кеш першого рівня (L1): 64 + 64 КБ (Дані + Інструкції)
- Кеш другого рівня (L2): 1024 КБ, що працює на частоті ядра
- Підтримка MMX, Розширений 3DNow!, SSE, SSE2, AMD64, Cool'n'Quiet, NX bit (тільки для ревізії ядра CG)
- Socket 754, HyperTransport (800 МГц, HT800)
- Socket 939, HyperTransport (1000 МГц, HT1000)
- Напруга живлення ядра (VCore): 1.50 В
- Споживання енергії (TDP): максимум 89 Вт
- Вперше представлено: 23 вересня 2003 рік
- Тактові частоти: 2000–2600 МГц

#### Newcastle (130 нмКНІ)
Також можливо: ClawHammer-512 (Clawhammer з частково вимкненим кешем L2)
- Степінг процесорів: CG
- Кеш першого рівня (L1): 64 + 64 КБ (Дані + Інструкції)
- Кеш другого рівня (L2): 512 КБ, що працює на частоті ядра
- Підтримка MMX, Розширений 3DNow!, SSE, SSE2, AMD64, Cool'n'Quiet, NX bit
- Socket 754, HyperTransport (800 МГц, HT800)
- Socket 939, HyperTransport (1000 МГц, HT1000)
- Напруга живлення ядра (VCore): 1.50 В
- Споживання енергії (TDP): максимум 89 Вт
- Вперше представлено: 2004 рік
- Тактові частоти: 1800–2400 МГц

#### Winchester (90 нмКНІ)
- Степінг процесорів: D0
- Кеш першого рівня (L1): 64 + 64 КБ (Дані + Інструкції)
- Кеш другого рівня (L2): 512 КБ, що працює на частоті ядра
- Підтримка MMX, Розширений 3DNow!, SSE, SSE2, AMD64, Cool'n'Quiet, NX bit
- Socket 939, HyperTransport (1000 МГц, HT1000)
- Напруга живлення ядра (VCore): 1.40 В
- Споживання енергії (TDP): максимум 67 Вт
- Вперше представлено: 2004 рік
- Тактові частоти: 1800–2200 МГц

#### Venice (90 нмКНІ)
- Степінги процесорів: E3, E6
- Кеш першого рівня (L1): 64 + 64 КБ (Дані + Інструкції)
- Кеш другого рівня (L2): 512 КБ, що працює на частоті ядра
- Підтримка MMX, Розширений 3DNow!, SSE, SSE2, SSE3, AMD64, Cool'n'Quiet, NX bit
- Socket 939, HyperTransport (1000 МГц, HT1000)
- Напруга живлення ядра (VCore): 1.35 або 1.40 В
- Споживання енергії (TDP): максимум 89 Вт
- Вперше представлено: 4 квітня 2005 рік
- Тактові частоти: 1800–2400 МГц

#### San Diego (90 нмКНІ)
- Степінги процесорів: E4, E6
- Кеш першого рівня (L1): 64 + 64 КБ (Дані + Інструкції)
- Кеш другого рівня (L2): 1024 КБ, що працює на частоті ядра
- Підтримка MMX, Розширений 3DNow!, SSE, SSE2, SSE3, AMD64, Cool'n'Quiet, NX bit
- Socket 939, HyperTransport (1000 МГц, HT1000)
- Напруга живлення ядра (VCore): 1.35 або 1.40 В
- Споживання енергії (TDP): максимум 89 Вт
- Вперше представлено: 15 квітня 2005 рік
- Тактові частоти: 2200–2600 МГц

#### Manchester (90 нмКНІ)
- Степінг процесорів: F1
- Кеш першого рівня (L1): 2 x 64 + 2 x 64 КБ (Дані + Інструкції)
- Кеш другого рівня (L2): 2 x 512 КБ, що працює на частоті ядра
- Підтримка MMX, Розширений 3DNow!, SSE, SSE2, SSE3, AMD64, Cool'n'Quiet, NX bit
- Socket 939, HyperTransport (1000 МГц, HT1000)
- Напруга живлення ядра (VCore): 1.35 В
- Споживання енергії (TDP): максимум 89 Вт
- Вперше представлено: 15 квітня 2005 рік
- Тактові частоти: 2200–2600 МГц

#### Orleans (90 нмКНІ)
- Степінги процесорів: F2, F3
- Кеш першого рівня (L1): 64 + 64 КБ (Дані + Інструкції)
- Кеш другого рівня (L2): 512 КБ, 1 МБ, що працює на частоті ядра
- Підтримка MMX, Розширений 3DNow!, SSE, SSE2, SSE3, AMD64, Cool'n'Quiet, NX bit, AMD-V
- Socket AM2, HyperTransport (1000 МГц, HT1000)
- Напруга живлення ядра (VCore): 1.25 або 1.40 В
- Споживання енергії (TDP): максимум 62 Вт
- Вперше представлено: 23 травня 2006 рік
- Тактові частоти: 1800–2600 МГц

#### Lima (65 нмКНІ)
- Степінг процесорів: G1
- Кеш першого рівня (L1): 64 + 64 КБ (Дані + Інструкції)
- Кеш другого рівня (L2): 512 КБ, що працює на частоті ядра
- Підтримка MMX, Розширений 3DNow!, SSE, SSE2, SSE3, AMD64, Cool'n'Quiet, NX bit, AMD-V
- Socket AM2, HyperTransport (1000 МГц, HT1000)
- Напруга живлення ядра (VCore): 1.25, 1.35, 1.40 В
- Споживання енергії (TDP): максимум 45 Вт
- Вперше представлено: 20 лютого 2007 рік
- Тактові частоти: 2000–2800 МГц

### Athlon 64 FX

#### Sledgehammer (130 нмКНІ)
- Степінги процесорів: C0, CG
- Кеш першого рівня (L1): 64 + 64 КБ (Дані + Інструкції)
- Кеш другого рівня (L2): 1024 КБ, що працює на частоті ядра
- Підтримка MMX, Розширений 3DNow!, SSE, SSE2, AMD64
- Socket 754, HyperTransport (800 МГц, HT800)
- Вимагає регістрову пам'ять DDR SDRAM
- Напруга живлення ядра (VCore): 1.50, 1.55 В
- Споживання енергії (TDP): максимум 89 Вт
- Вперше представлено: 23 вересня 2003 рік
- Тактові частоти: 2200–2400 МГц

#### Clawhammer (130 нмКНІ)
- Степінг процесорів: CG
- Кеш першого рівня (L1): 64 + 64 КБ (Дані + Інструкції)
- Кеш другого рівня (L2): 1024 КБ, що працює на частоті ядра
- Підтримка MMX, Розширений 3DNow!, SSE, SSE2, AMD64
- Socket 939, HyperTransport (1000 МГц, HT1000)
- Напруга живлення ядра (VCore): 1.50 В
- Споживання енергії (TDP): максимум 89 Вт
- Вперше представлено: 1 червня 2004 рік
- Тактові частоти: 2400–2600 МГц

#### San Diego (90 нмКНІ)
- Степінги процесорів: E4, E6
- Кеш першого рівня (L1): 64 + 64 КБ (Дані + Інструкції)
- Кеш другого рівня (L2): 1024 КБ, що працює на частоті ядра
- Підтримка MMX, Розширений 3DNow!, SSE, SSE2, SSE3, AMD64, Cool'n'Quiet, NX bit
- Socket 939, HyperTransport (1000 МГц, HT1000)
- Напруга живлення ядра (VCore): 1.35, 1.40 В
- Споживання енергії (TDP): максимум 104 Вт
- Вперше представлено: 15 квітня 2005 рік
- Тактові частоти: 2600–2800 МГц

#### Toledo (90 нмКНІ)
- Степінг процесорів: E6
- Кеш першого рівня (L1): 64 + 64 КБ (Дані + Інструкції)
- Кеш другого рівня (L2): 1024 КБ, що працює на частоті ядра
- Підтримка MMX, Розширений 3DNow!, SSE, SSE2, SSE3, AMD64, Cool'n'Quiet, NX bit
- Socket 939, HyperTransport (1000 МГц, HT1000)
- Напруга живлення ядра (VCore): 1.350, 1.30 В
- Споживання енергії (TDP): максимум 110 Вт
- Вперше представлено: 10 січня 2006 рік
- Тактові частоти: 2600 МГц

#### Windsor (90 нмКНІ)
Двоядерні процесори
- Степінги процесорів: F2, F3
- Кеш першого рівня (L1): 64 + 64 КБ (Дані + Інструкції)
- Кеш другого рівня (L2): 512 - 1024 КБ, що працює на частоті ядра
- Підтримка MMX, Розширений 3DNow!, SSE, SSE2, SSE3, AMD64, Cool'n'Quiet, NX bit, AMD-V
- Socket 939, HyperTransport (1000 МГц, HT1000)
- Напруга живлення ядра (VCore): 1.30, 1.40 В
- Споживання енергії (TDP): максимум 125 Вт
- Вперше представлено: 23 травня 2006 рік
- Тактові частоти: 2000–3200 МГц

### Athlon Neo

#### Huron (65 нмКНІ)
- Степінг процесорів: G2
- Кеш першого рівня (L1): 64 + 64 КБ (Дані + Інструкції)
- Кеш другого рівня (L2): 512 КБ, що працює на частоті ядра
- Підтримка MMX, Розширений 3DNow!, SSE, SSE2, SSE3, AMD64, Cool'n'Quiet, NX bit, AMD-V
- ASB1 package (BGA), HyperTransport (800 МГц, HT800)
- Напруга живлення ядра (VCore): 1.1 В
- Споживання енергії (TDP): максимум 15 Вт
- Вперше представлено: 8 січня 2009 рік
- Тактові частоти: 1600 МГц

## Наступники
У 2007 році на зміну Athlon 64 прийшла архітектура K10, включаючи, але не обмежуючись, процесори Phenom і Phenom II. Ці наступники мають більшу кількість ядер на центральний процесор і реалізують HyperTransport 3.0 і Socket AM2+/AM3.
Станом на лютий 2012 року процесори Athlon 64 X2 все ще були доступні для продажу.